# فینال جام باشگاه‌های اروپا ۱۹۶۴
فینال جام باشگاه‌های اروپا ۱۹۶۴، رقابت پایانی جام باشگاه‌های اروپا در سال ۱۹۶۴ میلادی است که مابین دو تیم باشگاه فوتبال اینتر میلان و باشگاه فوتبال رئال مادرید در ورزشگاه ارنست هاپل ، وین برگزار شده‌است.
این مسابقه که در تاریخ ۲۷ مه ۱۹۶۴ انجام شده‌است با نتیجه ۳ بر ۱ به سود تیم باشگاه فوتبال اینتر میلان به پایان رسید.